# Lakshmisagara, Kolar
Lakshmisagara là một làng thuộc tehsil Kolar, huyện Kolar, bang Karnataka, Ấn Độ.